# Поліхново
Поліхново (пол. Polichnowo, нім. Lichtenwiese) — село в Польщі, у гміні Бобровники Ліпновського повіту Куявсько-Поморського воєводства.
Населення — 198 осіб (2011).
У 1975-1998 роках село належало до Влоцлавського воєводства.

## Демографія
Демографічна структура станом на 31 березня 2011 року:
|          | Загалом | Допрацездатний вік | Працездатний вік | Постпрацездатний вік |
| -------- | ------- | ------------------ | ---------------- | -------------------- |
| Чоловіки | 105     | 27                 | 68               | 10                   |
| Жінки    | 93      | 23                 | 54               | 16                   |
| Разом    | 198     | 50                 | 122              | 26                   |